# Попов, Рафаил (епископ)
Рафаил Попов (при рождении Райно Добрев Попов; (1830, Стрелча, Османская империя — 1876, Стамбул) — болгарский епископ, апостольский администратор католиков византийского обряда в Османской империи.

## Биография
В 1849 — 1854 годах работал учителем в селе Попинци. C 1851 года одновременно преподавал при училище Найдена Герова в Пловдиве.
24 августа 1854 года постригся в монахи в Карлуковском монастыре Пресвятой Богородицы. В январе 1859 года перешёл Рильский монастырь, где епископ Авксентий (Чешмеджийский) рукоположил его в сан диакона.
С декабря 1859 года — служил в болгарской общине Стамбула.
3 апреля 1860 года сослужил Пасхальную литургию епископу Макариопольскому Илариону (Михайловскому) в Болгарской церкви Святого Стефана, когда было опущено из поминовения имя Константинопольского патриарха.
18 декабря 1860 года присоединился к Католической церкви.
В 1861 году участвовал в делегации болгарских католиков в Ватикан, был принят вместе с группой в составе архимандрита Иосифа Сокольского, Драгана Цанкова, Георгия Мирковича и других, папой Пием IX.
В сан священника рукоположен греко-мелькитским архиепископом Паоло Брунони (1807—1877). В 1862 году возведен в сан архимандрита.
10 февраля 1864 года повелением Высокой Порты назначен «Патриаршим наместником и народным вождем болгар, в единстве с Римско-католической церковью».
С 14 марта 1864 года — апостольский администратор болгар, католиков византийского обряда в Османской империи.
19 ноября 1865 года — рукоположен в сан епископа в соборе св. Иоанна Златоуста в Константинополе.
В апреле 1866 года совершил визитацию общин в Османской Македонии и Фракии.
В 1869 — 1870 годах находился в Риме, участвовал в Первом Ватиканском соборе.
23 февраля 1876 года cкоропостижно скончался, предположительно был отравлен грекам, подобным же образом его брат священник Софроний Попов, бывший заместителем в управлении, также внезапно умер 19 мая 1876 года с теми же симптомами.
Похоронен в боковом приделе кафедрального собора Святого Илии Болгарской католической церкви, где служил при жизни.